# L’amour est bleu
«L’amour est bleu» (с фр. — «Любовь печальна»), на англ. «Love is blue» ― песня, музыку к которой написал Андре Попп, а текст ― Пьер Кур в 1967 году. Брайан Блэкберн позже написал для неё англоязычный текст. Впервые песня исполнена на французском языке немецкой певицей Вики Леандрос на конкурсе песни Евровидение-1967.

## Евровидение
Песня стала второй, исполненной во время конкурса песни Евровидение-1967. По итогам голосования она получила 17 баллов, заняв 4-е место. Уроженка Греции, Вики Леандрос записала эту песню на французском и английском языках, в Японии и Канаде она имела большой успех. Она также записала её на немецком, итальянском и голландском языках. С тех пор эта песня стала самой любимой у поклонников конкурса, она прозвучала, как часть попурри, представляющего полуфинал конкурса песни Евровидение-2006 в Афинах.

## Версия Поля Мориа
В конце 1967 года Поль Мориа записал оркестровую версию песни, которая стала хитом номер 1 в США в течение пяти недель в феврале и марте 1968 года и единственным выступлением французского исполнителя, возглавлявшим Billboard Hot 100 вплоть до 2017 года, когда группа Daft Punk выступила в хите The Weeknd «Starboy». Версия Мориа стала золотой пластинкой. Песня также провела 11 недель на вершине рейтинга Billboard Easy Listening survey и удерживала самый продолжительный титул в этом чарте в течение 25 лет. Она заняла 2-е место в рейтинге лучших композиций 1968 года по версии журнала Billboard. Это самая известная версия песни в США. Запись Мориа также достигла 12-го места в UK Singles Chart. Альбом Мориа под названием Blooming Hits, который содержал композицию также занимал 1-е место в чарте Billboard Top LP’s and Tapes в течение пяти недель. В американском рейтинге хитов Billboard за период с 1958 по 2018 год композиция занимает 174 место.
Версия Мориа неоднократно использовалась в американских сериалах «Тысячелетие», «Симпсоны» и «Безумцы».

## Другие версии
- Версия Эла Мартино достигла 57-го места в чарте Billboard Hot 100 и 3-го места в чарте Billboard Adult Contemporary в 1968 году, став заглавной песней одного из его альбомов 1968 года[10].
- Джефф Бек записал рок-интерпретацию версии Мориа в 1968 году. Она достигла 23-го места в UK Singles Chart[11].
- Версия Клодин Лонже «Love Is Blue» (L’Amour Est Bleu) достигла 71-го места в Billboard Hot 100 в 1968 году[12].
- Группа The Dells записала соул-попурри «I Can Sing a Rainbow/Love Is Blue», которое в 1969 году заняло 22-е место в чартах Billboard Hot 100 и 5-е место в чартах Billboard R&B Singles в США, а также 15-е место в чартах Великобритании[13][14].
- Песню также перепел киноактер Марти Роббинс.
- Свою версию песни исполнял эстрадный ансамбль «Почхонбо», солист — Ким Гван Сук.